# Domenico Berardi
Domenico Berardi, detto Mimmo (Cariati, 1º agosto 1994), è un calciatore italiano, attaccante del Sassuolo. Con la nazionale italiana è stato campione d'Europa nel 2021.

## Caratteristiche tecniche
Di piede mancino, può giocare da attaccante esterno o seconda punta. In giovane età era considerato uno dei calciatori più promettenti al mondo. Dispone di buon dribbling e fiuto del gol, oltre ad essere uno specialista dei calci piazzati. Nei primi anni della carriera il carattere irruente lo ha portato sovente a ricevere sanzioni disciplinari.
Nel 2015 è stato inserito dalla rivista 101 Great Goals nella lista dei 101 calciatori più promettenti del mondo nati dopo il 1993.

## Carriera

### Club

#### Gli inizi
Muove i primi passi nella squadra locale di Bocchigliero, piccolo centro del cosentino dove è cresciuto. Successivamente si trasferisce con la famiglia a Mirto Crosia ed entra nella scuola calcio "Il Castello", dove viene segnalato agli osservatori della Juventus, squadra che gli fa firmare un accordo con opzione sul cartellino valida fino ai 14 anni. Nella stagione 2007-2008 disputa in prestito il campionato Allievi regionali con l’AC Rossano. L'anno seguente rientra alla base e trascina la squadra alle finali provinciali della categoria Allievi, dove si rende protagonista con due triplette. Nel 2009 è vicino ad entrare nelle giovanili del Cosenza, ma il trasferimento non si concretizza per via dei problemi societari della squadra silana.
Decide dunque di fare visita al fratello maggiore Francesco, studente fuori sede a Modena. Qui ha modo di fare un provino per la SPAL, che non va a buon fine. La svolta arriva quasi per caso, quando, durante una partita a calcetto con gli amici del fratello, viene notato da Luciano Carlino, allenatore in seconda degli Allievi del Sassuolo, che lo segnala alla società neroverde. Il Sassuolo lo inserisce subito nelle proprie giovanili.

#### Sassuolo

##### Dalle giovanili alla prima squadra (2010-2015)
Aggregato inizialmente agli Allievi Nazionali, viene poi promosso in Primavera, dove continua a mettersi in luce, guadagnando le attenzioni dell'allenatore della prima squadra Fulvio Pea, che alla fine della stagione 2011-2012 lo convoca per il doppio impegno dei play-off di Serie B contro la Sampdoria.
Nella stagione 2012-2013, dopo averlo portato in ritiro, Eusebio Di Francesco decide di inserirlo nella rosa della prima squadra. Il 27 agosto 2012, a 18 anni, debutta da professionista in Serie B in Cesena-Sassuolo (0-3). Il 1º settembre, alla 2ª giornata di campionato, realizza il suo primo gol in carriera nella vittoria per 2-1 contro il Crotone allo Stadio Alberto Braglia. In campionato disputa 37 gare, segna 11 reti e contribuisce alla prima promozione del Sassuolo in Serie A.
Il 2 settembre 2013 è inserito nell'operazione che comprende anche la compartecipazione di Luca Marrone, passato dalla Juventus al Carpi; la squadra torinese lascia Berardi in prestito gratuito al Sassuolo, che ottiene accordo di partecipazione per 4,5 milioni di euro pagabili in cinque anni. Il 25 settembre 2013, a 19 anni, esordisce in Serie A in Napoli-Sassuolo 1-1. La prima rete, in Serie A, è il 6 ottobre 2013 nella sconfitta 3-1 col Parma, segnando su rigore il momentaneo 1-1. Segna nella prima vittoria storica in Serie A del Sassuolo col Bologna 2-1, al 12' su rigore. Il 3 novembre 2013, in Sampdoria-Sassuolo 3-4, segna la sua prima tripletta (due gol su rigore) in Serie A, che porta il Sassuolo a ottenere la prima vittoria esterna in A della sua storia. Il 12 gennaio 2014 segna 4 gol in Sassuolo-Milan 4-3. Con questa quaterna diventa il secondo giocatore più giovane (dopo Silvio Piola) ad aver realizzato quattro gol in una gara di Serie A. Chiude la stagione con 16 reti in Serie A, di cui 6 rigori realizzati.
Il 10 maggio 2015 ottiene la 100ª presenza in maglia neroverde, in Cesena-Sassuolo (2-3). Chiude la seconda stagione in Serie A con 15 reti, una in meno rispetto alla stagione precedente. Il 25 giugno 2015 la sua compartecipazione è risolta in favore dei neroverdi per 10 milioni di euro pagabili in 4 anni; la Juventus ottiene l'opzione per riacquistarlo entro l'estate del 2017.

##### Altalena di prestazioni (2015-2018)
Dopo un inizio di stagione costellato da vari infortuni, il 10 gennaio 2016 decide il match vinto per 1-0 in casa dell'Inter, diventando così il miglior marcatore nell'intera storia del Sassuolo con 45 gol. Chiude la sua 3ª stagione nel massimo campionato italiano con un bottino di 7 reti in 29 presenze, non raggiungendo la doppia cifra di gol come aveva fatto nelle stagioni passate.
Il 28 luglio 2016 esordisce nelle coppe europee, in occasione della partita d'andata del terzo turno preliminare di Europa League, pareggiata per 1-1, contro il Lucerna, nella quale realizza, su rigore, il gol del pareggio. Una settimana più tardi, in occasione della partita di ritorno, mette a segno la sua prima doppietta in campo internazionale nella gara vinta per 3-0 contro la squadra svizzera. Il suo bottino personale di cinque gol nella fase di qualificazione della competizione permettono al Sassuolo di partecipare alla fase a gironi dell'Europa League per la prima volta della propria storia. Tuttavia, alla 2ª giornata di campionato, il 28 agosto, si infortuna al collaterale del ginocchio sinistro nella partita casalinga contro il Pescara. La natura dell'infortunio costringe Berardi a rimanere fuori a lungo: ritorna in campo l'8 gennaio 2017, all'ultima giornata del girone di andata. Conclude la sua quinta stagione in neroverde con un totale di 25 presenze e 10 reti messe a segno.
Nella stagione 2017-2018 risente della partenza del suo mentore Di Francesco, e realizza unicamente 4 reti in campionato.

##### Il ritorno ad alti livelli e la ripartenza dalla B (2018-2024)
Nella stagione successiva arriva l'allenatore Roberto De Zerbi e il 7 ottobre 2018, in occasione della sconfitta esterna per 2-0 contro il Napoli, Berardi disputa la duecentesima partita con indosso la maglia neroverde. Conclude la stagione 2018-2019 con 10 gol totali, di cui 8 in campionato e 2 in Coppa Italia.
Il 1º settembre 2019, nella seconda giornata di campionato, segna la sua prima tripletta stagionale nella partita casalinga vinta contro la Sampdoria per 4-1. Nella terza giornata mette a referto una doppietta (segnando uno dei gol su calcio di punizione) nella partita persa in trasferta contro la Roma per 4-2. Finisce la stagione 2019-2020 con 31 partite giocate, 14 gol e 8 assist. Nell'anno solare 2020, avendo collezionato 10 gol e 10 assist in uno dei top-5 campionati europei, entra quale unico giocatore italiano tra i 10 giocatori ad essere riusciti ad andare in doppia cifra sia per gol che per assist.
Il 20 settembre 2020 realizza il suo primo gol stagionale nella partita di campionato vinta 4-1 contro il neopromosso Spezia. Il 17 marzo 2021 mette a segno una doppietta nella gara casalinga contro il Torino, poi persa per 3-2, raggiungendo quota 11 reti e arrivando in doppia cifra per il secondo anno consecutivo e la quarta volta in Serie A per poi ripetersi, esattamente un mese dopo, nella vittoria casalinga contro la Fiorentina, segnando la rete 100 e 101 con la maglia neroverde, diventando il primo a riuscirci. Conclude la sua stagione con 17 reti in 30 presenze totali in campionato, segnando il suo record personale.
Il 18 marzo 2022 realizza una doppietta nella vittoria casalinga contro lo Spezia (4-1), raggiungendo così i 100 gol in Serie A. Conclude la stagione con 34 presenze tra coppa e campionato, 15 gol e 17 assist.
Ormai divenuto una bandiera del Sassuolo, firma un contratto valido fino al 2027 per circa 2,3 milioni annui; inoltre con l'avvio della nuova stagione decide di cambiare numero di maglia, scegliendo la numero 10. La stagione 2022-2023 non inizia bene per Berardi, dati i molteplici infortuni muscolari, ma il suo rientro sarà decisivo nella seconda parte dell'annata per la salvezza della squadra emiliana, con i gol nelle vittorie esterne contro Milan (2-5) e Roma (3-4).
Nella stagione 2023-2024, con il Sassuolo relegato in zona retrocessione nonostante le sue 9 reti in 18 presenze, il 3 marzo 2024, al rientro dopo un lungo infortunio nella gara persa 1-0 in casa del Verona, riporta la lesione completa del tendine d'Achille della gamba destra che gli fa chiudere anzitempo la stagione e saltare gli Europei.
Rimasto al Sassuolo anche la stagione seguente in Serie B, torna a giocare il 5 ottobre nel secondo tempo della gara vinta per 6-1 contro il Cittadella servendo a Thorstvedt l’assist per l’ultimo gol. Il 3 novembre, alla prima da titolare, decide dal dischetto la vittoria casalinga contro il Mantova, tornando a segnare in Serie B dopo oltre 11 anni. Chiude la stagione con 6 gol e 13 assist diventando il miglior assist-man del campionato insieme a Jari Vandeputte della Cremonese.

### Nazionale

#### Nazionali giovanili
Componente della nazionale Under-19, non risponde alla convocazione alle qualificazioni al campionato europeo di categoria e subisce una squalifica di 9 mesi per violazione del codice etico.
Il 28 febbraio 2014 è convocato da Luigi Di Biagio, CT della nazionale Under-21, per la gara di qualificazione al campionato europeo Under-21 con l'Irlanda del Nord del 5 marzo seguente. Il 2 marzo, in Sassuolo-Parma di campionato, rifila una gomitata a Cristian Molinaro dopo 50 secondi dal suo ingresso in campo e il CT, per rispetto del codice etico della Federazione, ritira la sua convocazione. Esordisce con l'Under-21 il 4 giugno 2014, nell'amichevole Italia-Montenegro (4-0). Realizza il suo primo gol con l'Under-21 il 5 settembre successivo, nella gara valida per le qualificazioni al campionato europeo Under-21 vinta 3-2 contro la Serbia a Pescara.
Viene inserito nella lista dei 23 convocati per il campionato europeo Under-21 2015 in Repubblica Ceca. Il 18 giugno 201 esordisce nel campionato d'Europa nella partita persa per 1-2 contro la Svezia, aprendo le marcature su calcio di rigore. Il 24 giugno fornisce un assist per il gol di Andrea Belotti all'Inghilterra; pur vincendo 1-3 l'ultima gara del girone, l'Italia non supera la fase a gironi, piazzandosi al 3º posto dietro a Portogallo e Svezia.
Titolare anche nel ciclo successivo dell'Under-21, viene convocato per il campionato europeo Under-21 del 2017 in Polonia, nel quale segna il gol del momentaneo pareggio nella seconda partita della fase a gironi, persa 1-3 contro la Rep. Ceca. Salta per squalifica la semifinale del torneo, nella quale l'Italia viene eliminata dalla Spagna.

#### Nazionale maggiore
Il 3 ottobre 2015 viene convocato per la prima volta nella nazionale maggiore dal CT Antonio Conte per le ultime due gare delle qualificazioni al campionato d'Europa 2016 contro Azerbaigian e Norvegia, ma è costretto a lasciare il ritiro per infortunio. Viene poi convocato per lo stage per calciatori emergenti del febbraio 2017, voluto dal CT Gian Piero Ventura. Il 31 maggio 2017 scende in campo con la fascia da capitano nella partita non ufficiale disputata dalla nazionale "sperimentale" contro San Marino ad Empoli.
Nel maggio 2018 viene convocato dal nuovo CT Roberto Mancini per le amichevoli contro Arabia Saudita, Francia e Paesi Bassi. L'esordio con la maglia azzurra arriva il 1º giugno 2018, a 23 anni, in occasione dell'amichevole persa per 3-1 contro la Francia a Nizza. In seguito non viene più convocato per un anno; ritorna tra i convocati nel novembre 2019, ma deve rinunciare alla chiamata per infortunio.
Il 7 ottobre 2020, al suo ritorno in nazionale dopo quasi due anni, realizza il suo primo gol in azzurro, nell'amichevole vinta per 6-0 contro la Moldavia a Firenze. Il successivo 15 novembre, dopo essere subentrato nella ripresa, realizza il gol che fissa il risultato della partita di UEFA Nations League 2020-2021 vinta per 2-0 contro la Polonia a Reggio Emilia. Tre giorni più tardi contro la Bosnia ed Erzegovina, a Sarajevo, trova il gol del definitivo 2-0 che permette agli Azzurri di qualificarsi alla fase finale della competizione.
Il 25 marzo 2021, in occasione della vittoria per 2-0 sull'Irlanda del Nord nella prima gara delle qualificazioni mondiali, realizza il suo terzo gol consecutivo in nazionale. Convocato per il campionato d'Europa 2020, nell'ultima amichevole prima della manifestazione segna per la quarta volta di fila, nella gara vinta per 4-0 contro la Rep. Ceca. Nel corso della manifestazione continentale gioca inizialmente come titolare, salvo poi perdere il posto di esterno destro del tridente a favore di Chiesa, divenendo una delle prime scelte dalla panchina del CT Mancini. L'11 luglio si laurea campione d'Europa in virtù della vittoria nella finale di Wembley contro l'Inghilterra, nella quale è protagonista con la realizzazione del primo rigore nella serie dei tiri dal dischetto terminata con il risultato di 3-2 per l'Italia.
Il successivo 30 settembre viene inserito tra i 23 convocati per la fase finale della UEFA Nations League 2020-2021, dove è protagonista della finale per il terzo posto vinta per 2-1 contro il Belgio all'Allianz Stadium di Torino, segnando un gol su rigore e venendo eletto miglior giocatore della partita. Il 24 marzo 2022 scende in campo da titolare nella partita di semifinale degli spareggi per la qualificazione al campionato del mondo 2022, persa per 1-0 contro la Macedonia del Nord a Palermo, gara che sancisce l'eliminazione dell'Italia.
Il 14 ottobre 2023 realizza la sua prima doppietta con la maglia azzurra in occasione della partita casalinga vinta per 4-0 contro Malta, disputata a Bari e valida per le qualificazioni europee.

## Statistiche

### Presenze e reti nei club
Statistiche aggiornate al 10 maggio 2025.
| Stagione        | Squadra         | Campionato      | Campionato | Campionato | Coppe nazionali | Coppe nazionali | Coppe nazionali | Coppe continentali | Coppe continentali | Coppe continentali | Altre coppe | Altre coppe | Altre coppe | Totale | Totale |
| Stagione        | Squadra         | Comp            | Pres       | Reti       | Comp            | Pres            | Reti            | Comp               | Pres               | Reti               | Comp        | Pres        | Reti        | Pres   | Reti   |
| --------------- | --------------- | --------------- | ---------- | ---------- | --------------- | --------------- | --------------- | ------------------ | ------------------ | ------------------ | ----------- | ----------- | ----------- | ------ | ------ |
| 2012-2013       | Sassuolo        | B               | 37         | 11         | CI              | 2               | 0               | -                  | -                  | -                  | -           | -           | -           | 39     | 11     |
| 2013-2014       | Sassuolo        | A               | 29         | 16         | CI              | 1               | 0               | -                  | -                  | -                  | -           | -           | -           | 30     | 16     |
| 2014-2015       | Sassuolo        | A               | 32         | 15         | CI              | 2               | 0               | -                  | -                  | -                  | -           | -           | -           | 34     | 15     |
| 2015-2016       | Sassuolo        | A               | 29         | 7          | CI              | 2               | 0               | -                  | -                  | -                  | -           | -           | -           | 31     | 7      |
| 2016-2017       | Sassuolo        | A               | 21         | 5          | CI              | 0               | 0               | UEL                | 4                  | 5                  | -           | -           | -           | 25     | 10     |
| 2017-2018       | Sassuolo        | A               | 31         | 4          | CI              | 2               | 1               | -                  | -                  | -                  | -           | -           | -           | 33     | 5      |
| 2018-2019       | Sassuolo        | A               | 35         | 8          | CI              | 2               | 2               | -                  | -                  | -                  | -           | -           | -           | 37     | 10     |
| 2019-2020       | Sassuolo        | A               | 31         | 14         | CI              | 1               | 0               | -                  | -                  | -                  | -           | -           | -           | 32     | 14     |
| 2020-2021       | Sassuolo        | A               | 30         | 17         | CI              | 0               | 0               | -                  | -                  | -                  | -           | -           | -           | 30     | 17     |
| 2021-2022       | Sassuolo        | A               | 33         | 15         | CI              | 1               | 0               | -                  | -                  | -                  | -           | -           | -           | 34     | 15     |
| 2022-2023       | Sassuolo        | A               | 26         | 12         | CI              | 1               | 1               | -                  | -                  | -                  | -           | -           | -           | 27     | 13     |
| 2023-2024       | Sassuolo        | A               | 17         | 9          | CI              | 1               | 0               | -                  | -                  | -                  | -           | -           | -           | 18     | 9      |
| 2024-2025       | Sassuolo        | B               | 29         | 6          | CI              | 0               | 0               | -                  | -                  | -                  | -           | -           | -           | 29     | 6      |
| Totale carriera | Totale carriera | Totale carriera | 380        | 139        |                 | 15              | 4               |                    | 4                  | 5                  |             | -           | -           | 399    | 148    |

### Cronologia presenze e reti in nazionale
| Cronologia completa delle presenze e delle reti in nazionale ― Italia | Cronologia completa delle presenze e delle reti in nazionale ― Italia | Cronologia completa delle presenze e delle reti in nazionale ― Italia | Cronologia completa delle presenze e delle reti in nazionale ― Italia | Cronologia completa delle presenze e delle reti in nazionale ― Italia | Cronologia completa delle presenze e delle reti in nazionale ― Italia | Cronologia completa delle presenze e delle reti in nazionale ― Italia | Cronologia completa delle presenze e delle reti in nazionale ― Italia |
| Data                                                                  | Città                                                                 | In casa                                                               | Risultato                                                             | Ospiti                                                                | Competizione                                                          | Reti                                                                  | Note                                                                  |
| --------------------------------------------------------------------- | --------------------------------------------------------------------- | --------------------------------------------------------------------- | --------------------------------------------------------------------- | --------------------------------------------------------------------- | --------------------------------------------------------------------- | --------------------------------------------------------------------- | --------------------------------------------------------------------- |
| 1-6-2018                                                              | Nizza                                                                 | Francia                                                               | 3 – 1                                                                 | Italia                                                                | Amichevole                                                            | -                                                                     | 74’                                                                   |
| 10-9-2018                                                             | Lisbona                                                               | Portogallo                                                            | 1 – 0                                                                 | Italia                                                                | UEFA Nations League 2018-2019 - 1º turno                              | -                                                                     | 59’ 70’                                                               |
| 10-10-2018                                                            | Genova                                                                | Italia                                                                | 1 – 1                                                                 | Ucraina                                                               | Amichevole                                                            | -                                                                     | 78’                                                                   |
| 17-11-2018                                                            | Milano                                                                | Italia                                                                | 0 – 0                                                                 | Portogallo                                                            | UEFA Nations League 2018-2019 - 1º turno                              | -                                                                     | 87’                                                                   |
| 20-11-2018                                                            | Genk                                                                  | Italia                                                                | 1 – 0                                                                 | Stati Uniti                                                           | Amichevole                                                            | -                                                                     | 61’                                                                   |
| 7-10-2020                                                             | Firenze                                                               | Italia                                                                | 6 – 0                                                                 | Moldavia                                                              | Amichevole                                                            | 1                                                                     | 75’                                                                   |
| 11-10-2020                                                            | Danzica                                                               | Polonia                                                               | 0 – 0                                                                 | Italia                                                                | UEFA Nations League 2020-2021 - 1º turno                              | -                                                                     | 83’                                                                   |
| 15-11-2020                                                            | Reggio Emilia                                                         | Italia                                                                | 2 – 0                                                                 | Polonia                                                               | UEFA Nations League 2020-2021 - 1º turno                              | 1                                                                     | 64’                                                                   |
| 18-11-2020                                                            | Sarajevo                                                              | Bosnia ed Erzegovina                                                  | 0 – 2                                                                 | Italia                                                                | UEFA Nations League 2020-2021 - 1º turno                              | 1                                                                     | 82’                                                                   |
| 25-3-2021                                                             | Parma                                                                 | Italia                                                                | 2 – 0                                                                 | Irlanda del Nord                                                      | Qual. Mondiali 2022                                                   | 1                                                                     | 75’                                                                   |
| 4-6-2021                                                              | Bologna                                                               | Italia                                                                | 4 – 0                                                                 | Rep. Ceca                                                             | Amichevole                                                            | 1                                                                     | 77’                                                                   |
| 11-6-2021                                                             | Roma                                                                  | Turchia                                                               | 0 – 3                                                                 | Italia                                                                | Euro 2020 - 1º turno                                                  | -                                                                     | 86’                                                                   |
| 16-6-2021                                                             | Roma                                                                  | Italia                                                                | 3 – 0                                                                 | Svizzera                                                              | Euro 2020 - 1º turno                                                  | -                                                                     | 70’                                                                   |
| 26-6-2021                                                             | Londra                                                                | Italia                                                                | 2 – 1 dts                                                             | Austria                                                               | Euro 2020 - Ottavi di finale                                          | -                                                                     | 84’                                                                   |
| 2-7-2021                                                              | Monaco di Baviera                                                     | Belgio                                                                | 1 – 2                                                                 | Italia                                                                | Euro 2020 - Quarti di finale                                          | -                                                                     | 79’ 90’                                                               |
| 6-7-2021                                                              | Londra                                                                | Italia                                                                | 1 – 1 dts (4 – 2 dtr)                                                 | Spagna                                                                | Euro 2020 - Semifinale                                                | -                                                                     | 61’                                                                   |
| 11-7-2021                                                             | Londra                                                                | Italia                                                                | 1 – 1 dts (3 – 2 dtr)                                                 | Inghilterra                                                           | Euro 2020 - Finale                                                    | -                                                                     | 55’                                                                   |
| 2-9-2021                                                              | Firenze                                                               | Italia                                                                | 1 – 1                                                                 | Bulgaria                                                              | Qual. Mondiali 2022                                                   | -                                                                     | 75’                                                                   |
| 5-9-2021                                                              | Basilea                                                               | Svizzera                                                              | 0 – 0                                                                 | Italia                                                                | Qual. Mondiali 2022                                                   | -                                                                     | 59’                                                                   |
| 8-9-2021                                                              | Reggio Emilia                                                         | Italia                                                                | 5 – 0                                                                 | Lituania                                                              | Qual. Mondiali 2022                                                   | -                                                                     | 73’                                                                   |
| 10-10-2021                                                            | Torino                                                                | Italia                                                                | 2 – 1                                                                 | Belgio                                                                | UEFA Nations League 2020-2021 - Finale 3º posto                       | 1                                                                     | 90+1’                                                                 |
| 12-11-2021                                                            | Roma                                                                  | Italia                                                                | 1 – 1                                                                 | Svizzera                                                              | Qual. Mondiali 2022                                                   | -                                                                     | 58’                                                                   |
| 15-11-2021                                                            | Belfast                                                               | Irlanda del Nord                                                      | 0 – 0                                                                 | Italia                                                                | Qual. Mondiali 2022                                                   | -                                                                     |                                                                       |
| 24-3-2022                                                             | Palermo                                                               | Italia                                                                | 0 – 1                                                                 | Macedonia del Nord                                                    | Qual. Mondiali 2022                                                   | -                                                                     | 89’                                                                   |
| 23-3-2023                                                             | Napoli                                                                | Italia                                                                | 1 – 2                                                                 | Inghilterra                                                           | Qual. Euro 2024                                                       | -                                                                     | 62’                                                                   |
| 14-10-2023                                                            | Bari                                                                  | Italia                                                                | 4 – 0                                                                 | Malta                                                                 | Qual. Euro 2024                                                       | 2                                                                     | 65’                                                                   |
| 17-10-2023                                                            | Londra                                                                | Inghilterra                                                           | 3 – 1                                                                 | Italia                                                                | Qual. Euro 2024                                                       | -                                                                     | 78’                                                                   |
| 17-11-2023                                                            | Roma                                                                  | Italia                                                                | 5 – 2                                                                 | Macedonia del Nord                                                    | Qual. Euro 2024                                                       | -                                                                     | 76’                                                                   |
| Totale                                                                |                                                                       | Presenze                                                              | 28                                                                    |                                                                       | Reti                                                                  | 8                                                                     |                                                                       |

| Cronologia completa delle presenze e delle reti in nazionale ― Italia under 21 | Cronologia completa delle presenze e delle reti in nazionale ― Italia under 21 | Cronologia completa delle presenze e delle reti in nazionale ― Italia under 21 | Cronologia completa delle presenze e delle reti in nazionale ― Italia under 21 | Cronologia completa delle presenze e delle reti in nazionale ― Italia under 21 | Cronologia completa delle presenze e delle reti in nazionale ― Italia under 21 | Cronologia completa delle presenze e delle reti in nazionale ― Italia under 21 | Cronologia completa delle presenze e delle reti in nazionale ― Italia under 21 |
| Data                                                                           | Città                                                                          | In casa                                                                        | Risultato                                                                      | Ospiti                                                                         | Competizione                                                                   | Reti                                                                           | Note                                                                           |
| ------------------------------------------------------------------------------ | ------------------------------------------------------------------------------ | ------------------------------------------------------------------------------ | ------------------------------------------------------------------------------ | ------------------------------------------------------------------------------ | ------------------------------------------------------------------------------ | ------------------------------------------------------------------------------ | ------------------------------------------------------------------------------ |
| 4-6-2014                                                                       | Castel di Sangro                                                               | Italia under 21                                                                | 4 – 0                                                                          | Montenegro under 21                                                            | Amichevole                                                                     | -                                                                              | 28’                                                                            |
| 13-8-2014                                                                      | Ploiești                                                                       | Romania under 21                                                               | 2 – 1                                                                          | Italia under 21                                                                | Amichevole                                                                     | -                                                                              | 77’                                                                            |
| 5-9-2014                                                                       | Pescara                                                                        | Italia under 21                                                                | 3 – 2                                                                          | Serbia under 21                                                                | Qual. Europeo Under-21 2015                                                    | 1                                                                              | 42’ 86’                                                                        |
| 9-9-2014                                                                       | Castel di Sangro                                                               | Italia under 21                                                                | 7 – 1                                                                          | Cipro under 21                                                                 | Qual. Europeo Under-21 2015                                                    | -                                                                              | 60’                                                                            |
| 10-10-2014                                                                     | Zlaté Moravce                                                                  | Slovacchia under 21                                                            | 1 – 1                                                                          | Italia under 21                                                                | Qual. Europeo Under-21 2015                                                    | -                                                                              |                                                                                |
| 14-10-2014                                                                     | Reggio Emilia                                                                  | Italia under 21                                                                | 3 – 1                                                                          | Slovacchia under 21                                                            | Qual. Europeo Under-21 2015                                                    | -                                                                              | 60’ 86’                                                                        |
| 17-11-2014                                                                     | Matera                                                                         | Italia under 21                                                                | 0 – 1                                                                          | Danimarca under 21                                                             | Amichevole                                                                     | -                                                                              | 72’                                                                            |
| 27-3-2015                                                                      | Paderborn                                                                      | Germania under 21                                                              | 2 – 2                                                                          | Italia under 21                                                                | Amichevole                                                                     | -                                                                              | 90+2’                                                                          |
| 30-3-2015                                                                      | Benevento                                                                      | Italia under 21                                                                | 0 – 1                                                                          | Serbia under 21                                                                | Amichevole                                                                     | -                                                                              | 47’                                                                            |
| 18-6-2015                                                                      | Olomouc                                                                        | Italia under 21                                                                | 1 – 2                                                                          | Svezia under 21                                                                | Europeo Under-21 2015 - 1º turno                                               | 1                                                                              |                                                                                |
| 21-6-2015                                                                      | Uherské Hradiště                                                               | Italia under 21                                                                | 0 – 0                                                                          | Portogallo under 21                                                            | Europeo Under-21 2015 - 1º turno                                               | -                                                                              |                                                                                |
| 24-6-2015                                                                      | Olomouc                                                                        | Inghilterra under 21                                                           | 1 – 3                                                                          | Italia under 21                                                                | Europeo Under-21 2015 - 1º turno                                               | -                                                                              | 63’                                                                            |
| 13-11-2015                                                                     | Novi Sad                                                                       | Serbia under 21                                                                | 1 – 1                                                                          | Italia under 21                                                                | Qual. Europeo Under-21 2017                                                    | -                                                                              |                                                                                |
| 17-11-2015                                                                     | Castel di Sangro                                                               | Italia under 21                                                                | 2 – 0                                                                          | Lituania under 21                                                              | Qual. Europeo Under-21 2017                                                    | 1                                                                              | 86’                                                                            |
| 24-3-2016                                                                      | Waterford                                                                      | Irlanda under 21                                                               | 1 – 4                                                                          | Italia under 21                                                                | Qual. Europeo Under-21 2017                                                    | -                                                                              | 65’                                                                            |
| 29-3-2016                                                                      | Andorra la Vella                                                               | Andorra under 21                                                               | 0 – 1                                                                          | Italia under 21                                                                | Qual. Europeo Under-21 2017                                                    | -                                                                              | 86’                                                                            |
| 2-6-2016                                                                       | Venezia                                                                        | Italia under 21                                                                | 0 – 1                                                                          | Francia under 21                                                               | Amichevole                                                                     | -                                                                              | cap. 56’                                                                       |
| 10-8-2016                                                                      | San Benedetto del Tronto                                                       | Italia under 21                                                                | 0 – 0                                                                          | Albania under 21                                                               | Amichevole                                                                     | -                                                                              | cap. 60’                                                                       |
| 23-3-2017                                                                      | Cracovia                                                                       | Polonia under 21                                                               | 1 – 2                                                                          | Italia under 21                                                                | Amichevole                                                                     | -                                                                              | 61’                                                                            |
| 27-3-2017                                                                      | Roma                                                                           | Italia under 21                                                                | 1 – 2                                                                          | Spagna under 21                                                                | Amichevole                                                                     | -                                                                              | 90+2’                                                                          |
| 18-6-2017                                                                      | Cracovia                                                                       | Danimarca under 21                                                             | 0 – 2                                                                          | Italia under 21                                                                | Europeo Under-21 2017 - 1º turno                                               | -                                                                              | 67’                                                                            |
| 21-6-2017                                                                      | Tychy                                                                          | Rep. Ceca under 21                                                             | 3 – 1                                                                          | Italia under 21                                                                | Europeo Under-21 2017 - 1º turno                                               | 1                                                                              | 29’                                                                            |
| 24-6-2017                                                                      | Cracovia                                                                       | Italia under 21                                                                | 1 – 0                                                                          | Germania under 21                                                              | Europeo Under-21 2017 - 1º turno                                               | -                                                                              | 32’ 85’                                                                        |
| Totale                                                                         |                                                                                | Presenze                                                                       | 23                                                                             |                                                                                | Reti                                                                           | 4                                                                              |                                                                                |

### Record
- Miglior marcatore della storia del Sassuolo con 148 reti
- Migliore marcatore della nazionale italiana nella UEFA Nations League con 3 reti.

## Palmarès

### Club
- Campionato italiano di Serie B: 2

Sassuolo: 2012-2013, 2024-2025

### Nazionale
- Campionato d'Europa: 1

Europa 2020

### Individuale
- Gran Galà del calcio AIC: 1

Migliore giovane della Serie B: 2013
- Trofeo Bravo: 1

2015